# Gabriel Magni Gadd
Gabriel Magni Gadd, född 1614, död 1653 i Kristbergs socken, var en svensk präst.

## Biografi
Gabriel Magni Gadd föddes 1614. Han blev i augusti 1634 student vid Uppsala universitet, Uppsala och prästvigdes 23 juni 1640. Gadd blev 1645 hovpredikant hos pfalzgreven Johan Kasimir av Pfalz-Zweibrücken på Stegeborg och kyrkoherde i Kristbergs församling 1653. Han avled 1653 i Kristbergs socken.

### Familj
Gadd gifte sig med Brita Eriksdotter. Efter Gadds död gifte Eriksdotter om sig med kyrkoherden Joel Laurbeckius i Kristbergs socken.